# مسجد بورچونلو
مسجد بورچونلو (به ترکی آذربایجانی: Burçunlu məscidi) اثر معماری باستانی می باشد، که در محله بورچونلو روستای «وَوَند» شهرستان «اردوباد» جمهوری خودمختار نخجوان قرار دارد. 

## درباره مسجد
مسجد در سمت جنوب روستا واقع است و در ورودی آن بدین طرف منتهی می گردد. دری به اتاق کوچک از در طاقدار در جنوب مسجد و از آنجا نیز دری در دیوار شرقی برای ورود به تالار موجود می باشد. ارتفاع مسجد ۹.۵ متر، عرضش ۹.۶ متر و عرض دیوارش ۱.۲ متر است. در مقابل دیوار شمالی مسجد، ایواد دو طبقه برای زنان ساخته شده است. این مسجد را از لحاظ سبک ساخت و سازی می‌تواند متعلق به قرن ۱۷ دانست. 